# 侍俊
侍俊（1962年1月—），男，汉族，江苏盐城人，中华人民共和国政治人物。四川师范大学政教系经济管理专业本科函授毕业，西南交通大学土木建筑工程专业研究生学历。

## 生平
1978年10月参加工作，1980年9月加入中国共产党。历任共青团自贡市委书记，自贡市人民政府副秘书长、市建委主任、市委常委，中共广元市委副书记、代市长、市长，中共阿坝州委书记等职。2008年，当选第十一届全国人大代表。2012年2月，任四川省人民政府省长助理、公安厅厅长。2013年1月，任四川省人民政府副省长。2015年4月，升任中共四川省委常委。次月，兼任省委政法委书记，不再担任四川省副省长。
2016年12月，调任中共中央政法委员会副秘书长。2017年6月，任公安部副部长。 2018年9月，调任中共中央统战部副部长。